# 로메스타모
청색의 로메스타모(Rómestámo the Blue)는 J.R.R. 톨킨의 가운데땅으로 파견된 이스타리들 중 하나다. 간달프, 라다가스트, 사루만, 모리네타르와 가운데땅으로 파견된다. 모리네타르와 같이 활을 주무기로 사용하지만 다른 이스타리들과 비교하면 비중이 매우 적다. 반지의 제왕에서 간달프가 "청색이 두명 있었는데, 기억이 잘 안나"라고 언급한 바 있다. 이것은 실마릴리온의 판권이 반지의 제왕으로 안 넘어갔음을 알 수 있다.